# 桥字牌

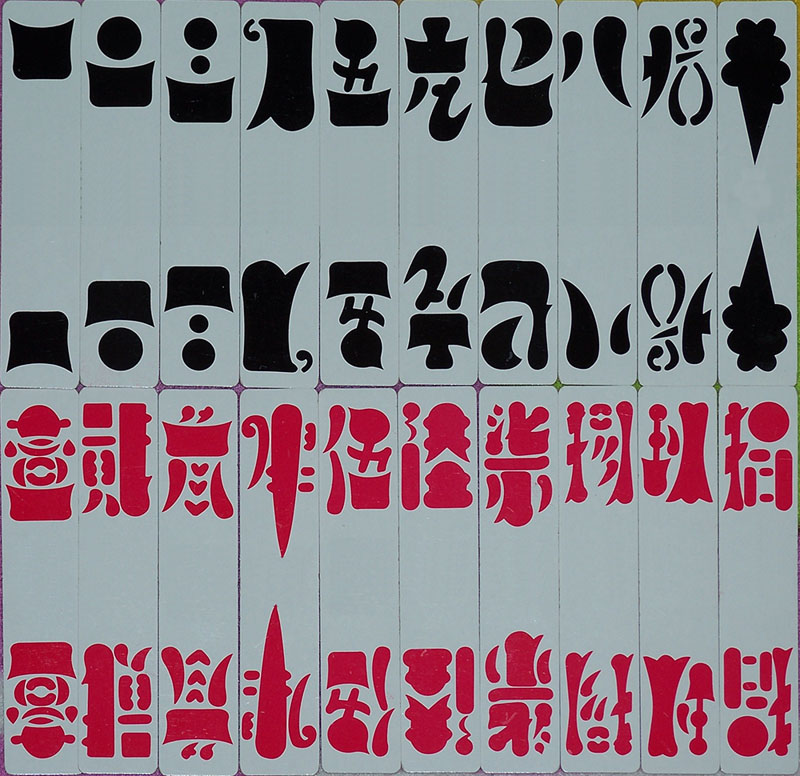
乐山贰柒拾

乐山贰柒拾，正式名称为桥字牌，是发源于乐山五通桥地区的字牌遊戲，故得名桥字牌；又因其打法可以进行“贰柒拾”的组合，故又名贰柒拾，民间多称其为贰柒拾或字牌。乐山贰柒拾传到湖南后，又被湖南当地人称为跑和子。本条目考虑到尊重传统习惯，同时又避免语言描述出现歧义，故统一称其为乐山贰柒拾。乐山贰柒拾是一种发源于乐山五通桥地区，盛行于川南特别是乐山、眉山及其周边地区的纸牌游戏。乐山贰柒拾的打法类似于麻将，但是又存在较大差异。与麻将相比：乐山贰柒拾可供玩家操作的余地更大，牌型组合千变万化，因此娱乐性很强，也更考验玩家的思维能力；乐山贰柒拾所用的牌轻便易携，机动灵活，只要能摆得下牌局的地方，均有可能成为“战场”。在乐山贰柒拾流行的地区，各种茶楼、茶馆、街边小店都可以看到乐山贰柒拾玩家的身影，乐山当地人几乎都会玩。是一种雅俗共赏、男女老少皆宜的益智游戏。乐山贰柒拾目前名列乐山市十大“城市名片”之中，同时也被评选进入乐山市首批非物质文化遗产名录。乐山市政府也已正式向省政府申报四川省非物质文化遗产。

## 历史
乐山贰柒拾的发源地：四川省乐山市五通桥区，是一座具有2200多年采盐历史的古老盐城。明末清初，五通桥的盐业生产已经颇具规模。清代中叶，随着外地富商的到来与投资，五通桥的制盐业得到了进一步的发展。乐山贰柒拾就是在这个时候产生的。当时，盐商为了方便与工人结算搬运费，采用了工人每搬运一定数量的货物就发给一块写有数字的竹牌，码头工人们则凭着竹牌到指定地点统一领取搬运费的方式。休息的时候，工人们就拿着领到的竹牌斗数寻乐，这就是乐山贰柒拾最早期的雏形。后来，有人对这种竹牌游戏加以改进，采用了硬壳纸替代厚重不便的竹牌，玩起来更加方便了。再往后，又有人将原来单色的牌发展为红黑两种色，从数字一到数字十每字每色4张，和共80张牌，另外还有4张听用牌。在这之后乐山贰柒拾只在打牌规则、数字的书写样式以及牌的制作工艺上逐渐进行发展与改进。进入二十世纪80年代后，不再使用听用牌。目前乐山贰柒拾的制作和打法均固定为80张牌 。

## 流传区域

### 四川省内
乐山贰柒拾在四川省内的流传区域是以发源地乐山为中心，辐射四周。普及地區：乐山市的所有11个区市县（市中区、五通桥区、沙湾区、金口河区、峨眉山市、犍为县、井研县、夹江县、沐川县、峨边县、马边县）。以及眉山市的所有6个区县（東坡區、仁壽縣、彭山縣、洪雅縣、丹棱縣、青神縣）。影响范围：沿岷江水道北上可至新津、成都；南下则可达宜宾、泸州、攀枝花 。

### 四川省外
乐山贰柒拾在四川省外主要是在长江流域的部份地区进行传播。包括：重庆市的涪陵区、万州区等地。沿长江再往下游走，在湖南常德、益阳、岳阳、娄底、衡阳等地，也有人玩乐山贰柒拾。不过，湖南人称这种游戏为“跑和子”，名字、打法、牌具都不太同。在該地区，2、7、10數字为红色，其余为黑色。乐山人外出游玩、学习、工作的时候，也将乐山贰柒拾带到了更多的地方，甚至国外。

## 规则
不同地区的规则有所不同，本文以乐山市中区普遍使用的规则为主進行讲述，其它地区与之有差异的地方另行加以说明。

### 用牌
乐山贰柒拾所用的牌由红黑两色牌组成：从数字一到数字十，每数字都有红色牌4张，黑色牌4张，所有牌合共80张。红牌和黑牌也被叫做大牌与小牌，比如：红一与黑一，也叫做大一与小一。红牌为大写的中文数字壹、贰、叁、肆、伍、陆、柒、捌、玖、拾，黑牌为小写的中文数字一、二、三、四、五、六、七、八、九、十。而且数字的书写样式为特殊的变形字体。

### 基本概念
本表收录乐山贰柒拾相关的基本概念，是为学习乐山贰柒拾之基础。其中“相同的牌”表示既同数字，又同颜色的牌。

#### 房
乐山贰柒拾里特定的一组牌，称为“一房牌”。可有如下几种形式：
- 对子：即为三张相同的牌；
- 坎子：原手持有的对子，谓之为“坎”。不允许将坎子拆开进行其它组合；
- 滚子：即为四张相同的牌。同样不允许将滚子拆开进行其它组合；
- 连子：连续的三张同色牌，谓之为“连子”。比如红一、红二、红三。不同色的牌不能混合组成连子；
- 贰柒拾：又称为“龙灯”，是由红贰、红柒、红拾各一张，或者黑二、黑七、黑十各一张组成的特殊组合，不同色的牌不能混合组成龙灯；
- 半边字：同数字但不同色的三张牌可以组成一房牌，谓之为“半边字”，比如红一、红一、黑一；
- 桩子：和牌的时候，允许两张相同的牌独立成为一房牌，谓之为“桩子”。每局牌只允许有一个桩子。

#### 进张
乐山贰柒拾把收纳非原手持有牌的行为叫做“进张”。包括“对”、“吃”、“开”、“摸”。

##### 对
如果原手持有两张相同的牌，当任意一家再翻出或打出这张牌时（包括持有者自己翻出），持有者可宣告“对”，同时把自己手上的那两张牌拿下来与之组合成对子而形成一房牌。对牌具有比吃牌更高的优先级：也就是说如果一张牌有人要吃，也同时有人要对的时候，对牌者具有优先权。

##### 吃
在乐山贰柒拾中，如果上家打出、翻出、以及自己翻出的牌，可以与自己手上的牌组成连子、贰柒拾、半边字的时候，可宣告“吃”，同时把自己原手的两张牌拿下来与之组成一房牌。非上家打出、翻出，以及非自己翻出的牌不允许吃。
- 摆：吃牌的时候，如果自己手上已经有想吃的这张牌了，则已有的这张牌必须能与手上其它的牌再另外组成一房牌，并且在吃的时候，将这房牌一同摆到桌上。如果已有的这张牌不能与手上的其它牌组成一房牌，则称为“摆不下来”，这种情况是不允许吃牌的。例如：
  1. A原手有黑二、黑七、黑十，以及黑五、黑六。上家翻出一張黑七，A欲吃黑七以组合黑五、黑六，使之成为一房牌，因A手上已经有黑七这张牌了，所以A在吃黑七的时候，不仅要把黑五、黑六摆下去，还要把手上的黑二、黑七、黑十这一房牌也一同摆下去。
  2. A原手有黑二、黑七、黑十。上家翻出一張黑七，A想将手上的那张黑七另做它用，所以A准备再吃进上家翻出的这张黑七，但因为A手上原有的黑七找不到能与之组合成房的牌，所以A手上的这张黑七“摆不下来”，因而A不能吃黑七。

##### 开
如果原手持有坎子，任意一家翻出或打出这张牌时（包括持有者自己翻出），可宣告“开”，同时把自己手上的那三张牌拿下来与之组成滚子而形成一房牌。开牌也具有比吃牌更高的优先级。

##### 摸
摸牌是指打“小家”的时候，“小家”的进张方式。详见“小家”相关章节。

#### 八块
当玩家进张形成两滚牌时（包括头家当底后即有两滚），这时不能再出牌，而是喊“八块”。下家则翻出一张牌，继续进行牌局；当进张再形成三滚（四滚、五滚、六滚）牌时，同样不能再出牌，而是喊“十二块”（“十六块”、“二十块”、“二十四块”），下家同样再翻出一张牌，继续牌局。

#### 和牌
“和牌”又称“胡牌”。当所有的牌均组合成房，且和数大于等于10和的时候，即可宣告和牌。和牌时，和牌者需要报出自己总和数的大小，同时将自己所有的牌展示给其它玩家检查。当所有玩家均认可无误后，方可开始下一局。和牌具有最高的优先级，同时不受吃牌时所受的限制：意即任何位置出现的牌，只要符合规定均可以和。如果有两家及两家以上的玩家同时想和某张牌，则按逆时针方向离这张牌最近的玩家可以优先和牌，而不允许多人同时和牌。

#### 下叫
“下叫”又称“听牌”。即：所有的牌均组合好，只等进张就能和牌的情况。

#### 抬炮
进张后打出一张牌，而这张牌又正好是有人要和的牌时，这次出牌行为就被称为“抬炮”。

### 和数计算
“和数”，又称“和”、“数”、“胡数”、“胡”，是为乐山贰柒拾之特有的计算和牌大小的方法。

#### 单房牌和数的计算
- 黑色对子（对牌形成）：1和；
- 红色对子（对牌形成）：3和；
- 黑色坎子（原手持有）：3和；
- 红色坎子（原手持有）：6和；
- 黑色滚子（开牌形成）：6和；
- 红色滚子（开牌形成）：9和；
- 黑色滚子（原手持有）：9和；
- 红色滚子（原手持有）：12和
- 黑色二七十（不区分原手与非原手）：3和；
- 红色贰柒拾（不区分原手与非原手）：6和；
- 其它牌型，包括连子、半边字、桩子均无和数。

#### 和牌总和数的计算
1. 先将所有房牌的和数相加，四舍五入以后再乘以相应的番数：
  - 小和：和数10至14之间叫小和。以10和计算；
  - 中和：和数15至20之间叫中和。以20和计算；
  - 大和：和数21至24之间叫大和。原和数四舍五入后番一番，计算后得：40和；
  - 30和：和数25至30之间叫30和。原和数四舍五入后番一番，计算后得：60和；
  - 台和：和数超过31叫上台。计算方法为：原和数四舍五入后番两番；
  - 天和：头家当底即和牌，则称为“天和”。计算方式为在前述规则的基础上再加一番（眉山、仁寿等地也有加两番之说）；
  - 地和：头家当底后打出的第一张牌即抬炮，则被称之为抬“地和”。计算方式为在前述规则的基础上再加一番；
  - 坤和：和牌以后，如果每房牌均有和数，即称之为“坤和”，又名“房房数”（意即每房牌都有和数）。计算方式为在前述规则的基础上再加一番；
  - 瞟和：和牌以后，如果有和数的每房牌均非原手持有，且没有“开”过牌，即称之为“瞟和”。计算方式为在前述规则的基础上再加一番；
  - 满百：在部份地方，如果计算出来的最终和数超过100和，均按100和计算，称为“满百”；
  - 吃漂：五通桥、犍为、沐川等地称11至20之间的和数为“吃漂”，相当于乐山规则中的中和，按20和计算。
2. 抬炮者需付给和牌者的和数为：先按前列规则计算出和牌者的总和数，然后再乘以当前参与牌局的人数。
3. 小家和牌后的和数有特殊的计算方法，详见“小家”相关章节。

### 传统打法
樂山貳柒拾传统打法一般是三人或四人一起打，四人打的时候，有一家要做“小家”，参见“小家”相关章节。当人数凑不齐的时候，两个人也可以打，称为“对抠”，参见“对抠”相关章节。传统打法的基本流程如下：
1. 叫方位：参与牌局的玩家，依次叨牌（也称叫牌、抬牌，即随机翻出一张牌）。然后以叨到最大数的玩家为准，其它玩家按照叨牌的大小依逆时针方向排列确定座位。每场牌一般只叫一次方位，而不是每局都要重新叫方位。
2. 洗牌：每局游戏开始之前，由上局和牌的人负责洗牌。如果上局无人和牌，则上局洗牌的人继续洗。第一局由叫方位叨到最大数的玩家洗牌。
3. 叨牌：叨牌的作用有三：一是防止洗牌者作弊，二是叨牌者借叨牌“换手气”，三是由叨牌决定每局的庄家。由洗牌者的上家叨牌。具体要求为：将摆在桌上的牌随机拿开一部份，然后翻出剩下的牌最上面的一张，将其正面朝上摆在桌上空余的位置。然后将叨走的牌垂直压上去，被叨到的那张牌在本局中不能再次使用了（也有将叨到的牌正面朝下压在叨走的牌下面，而仍然能再次使用的打法）。由被叨到的数字确定本局的庄家：叨牌者为一、下家为二、再下家为三、依次类推。
4. 拿牌：由庄家先拿牌，一次拿两张，称为“一手”，其它玩家按逆时针方向顺序拿牌。要求是先拿叨牌后剩下的那部份，拿完后再拿叨走那部份。直到每人都拿满20张为止。小家的拿牌方法，请参见“小家”相关章节。
5. 当底：当所有人都拿满20张牌时（小家只拿2张），庄家还可以再多拿一张，一般还要求拿到这最后一张牌的时候，用牌在桌上轻轻扣响，以示拿牌结束。
6. 行牌过程：
  - 庄家当底及有人进张后，如没有形成“八块”，需打出一张牌，
  - 其它玩家根据自己手中的牌决定是否“对”、“吃”、“开”、“和”这张牌。
    - 如果有人“对”、“吃”、“开”，则由“对”、“吃”、“开”者继续行牌；
    - 如果无人“对”、“吃”、“开”、“和”，则由下家翻出一张牌继续行牌；
    - 如果有人“和”，则行牌过程结束。

  - 如果庄家当底及有人进张后形成“八块”，则喊“八块”且不用出牌，由下家翻出一张牌继续行牌。

#### 小家
四个人一起打的时候，有一家要做“小家”，小家由叨牌决定的尾家担任。小家的特殊规则如下：
1. 小家只在前两手拿牌过程中拿牌，每手拿一张，总共只拿两张牌；
2. 小家的行牌规则：
  - 轮到小家行牌的时候，小家应从牌堆中摸起一张，先自己看花色和点数，而暂时不用翻开展示，
  - 如果认为收起这张牌对自己比较有利，则可收起此牌，同时将手上原来的牌打一张出去，
  - 如果认为这张牌对自己无用，则直接将这张牌翻开展示，这张牌算做小家翻出来的牌，
  - 小家在决定是否收一张牌之前，不能将摸起来的牌和原来的两张牌混在一起，否则出牌一律算作收牌打字。
3. 小家和牌必须要有和数。意即小家做连子和半边字不能和牌；
4. 小家和牌的和数有专门的计算方法：
  - 黑色对子：算20和，即中和；
  - 红色对子：算40和，即大和；
  - 黑色二七十：算40和，即大和；
  - 红色貳柒拾：算80和。
  - 小家和牌不算“坤”、“瞟”。
  - 在眉山等地有小家自摸和牌要加倍计数的规定。

#### 对抠
两个人一起打的时候，称之为“对抠”，对抠的规则与普通打法基本一致，只是在吃牌的时候有特殊规定，即：只允许吃自己翻出来的牌，对家打出和翻出来的牌不能吃，和牌除外。

### 违规行为与包牌
乐山贰柒拾规定以下行为违规，需要接受处罚：
- 行牌中的违规
  - 三搭一：指进张的时候将不相关的牌藏在摆下来的牌中间，企图蒙混过关的行为。
  - 多摸牌：顾名思义，不用解释。
  - 吃过张：指已经出现过的可以吃的牌没有吃，又再次出现的时候却吃的行为。
  - 吃错牌：顾名思义，不用解释。
  - 吃字屙字：比如手上有黑一、黑二、黑三，当用黑二、黑三吃进一张黑四后，打出黑一，就叫做“吃字屙字”
  - 后对牌：指已经出现过的可以对的牌没有对，又再次出现的时候却对的行为。
- 和牌时的违规
  - 诈和：指没有和的牌却报和的行为。
  - 和数不够：指和数不够却报和的行为。
  - 和错牌：顾名思义，不用解释。
  - 有开不开：指出现过的可以开的牌却没有开，同时又报和的行为。
  - 有摆不摆：指吃牌进张后，有该摆下来的牌却没有摆的行为。请参考“吃”相关章节。
  - 拆坎子：指将坎子拆开进行其它组合的行为。
  - 后对和牌：指已经出现过可以对的牌没有对，又再次出现的时候却报和的行为。
  - 和回龙：指自己打出去的牌，又再次出现的时候却报和的行为。
  - 小报大：指将较小和数报成较大和数的行为。
  - 喊错八块：顾名思义，不用解释。如果对喊“八块”不理解，请参见“八块”相关章节。
  - 拆开龙灯报瞟和：指将原手持有的龙灯（贰柒拾）拆开进行其它组合和，和牌时又报“瞟和”的行为
- 如果现张不和，则只能进张后和牌或升级才能和牌，否则违规。

对违规的玩家进行的惩罚，称为“包牌”，具体惩罚措施为赔偿参与牌局的玩家每家20和。

### 其它规则
包后继续：这是“贰柒拾”游戏的一个约定俗成的新规则。除诈和外，不管何种原因出现包牌而争斗仍继续下去。此规则大概是为了防备有人见对手和数大而故意包牌让大和数之牌作废而定。

### 新打法：打圈
打圈的规则跟传统打法大致相同，不同的地方在于：
- 只在第一局开始前进行“叫庄”，
- 每个玩家轮流当“头家”拿牌，而不是由庄家开始拿牌，
- 头家和牌后可“拉庄”，继续当头家，
- 开始打的时候称“圈一”，当头家再次轮到庄家的时候，则“圈二”，依次类推，直到“圈十”。
- 当对、开或者原手持有坎、滚红色“圈字”（打圈一的时候为红一，圈二的时候为红二，依次类推），胡牌计算和数的时候要增加一番。

### 新打法：打八张
沐川地区出现的新打法：可4至8人同时游戏，每人只拿8张牌，头家一般不当底，翻牌算打字，翻的牌自己只能对不能吃。各家有1和以上方能和牌。

### 新打法：打十四张
也是沐川地区出现的一种新打法，每人拿14张牌。

## 資料來源
1. 1 2  王中琪：《桥字牌》第一节，五通桥区文体局·五通桥新闻网，2007年3月29日.   [2009-02-06]. （原始内容存档于2013-10-14）., （简体中文）
2. ↑  易志隆：《“乐山贰柒拾”需要升华》，乐山晚报·乐山新闻网，2007年5月25日http://www.leshan.cn/lsnews/wh/lseqs/...[永久], （简体中文）
3. ↑  佚名：《五通桥綜述》。五通桥区门户网站，2008年8月8日。http://www.wtq.gov.cn/E_ReadNews.asp?NewsID=1677 Archive.today的存檔，存档日期2012-08-05, （简体中文）
4. 1 2  王中琪：《桥字牌》第二节，五通桥区文体局·五通桥新闻网，2007年4月23日 http://wtq.leshan.cn/whfq/ShowArticle.asp?ArticleID=353%5B%5D, （简体中文）
5. 1 2 3  liuxiahui122：《乐山乡粹——贰柒拾》，2006年11月7日，天府论坛, http://bbs.scol.com.cn/dispbbs.asp?BoardID=41&ID=271635%5B%5D, （简体中文）
6. ↑  跑胡子规则技巧 Archive.today的存檔，存档日期2013-08-21
7. ↑  burberry：《乐山二七十落户澳洲》，2007年3月7日，天府论坛, http://bbs.scol.com.cn/dispbbs.asp?boardid=41&id=198618%5B%5D, （简体中文）
8. 1 2  乐山日报：花样翻新的沐川打法，2006年5月31日，乐山新闻网。http://www.leshan.cn/lsnews/wh/lseqs/userobject1ai119.html%5B%5D, （简体中文）